# Socialistische Partij (Nederland)

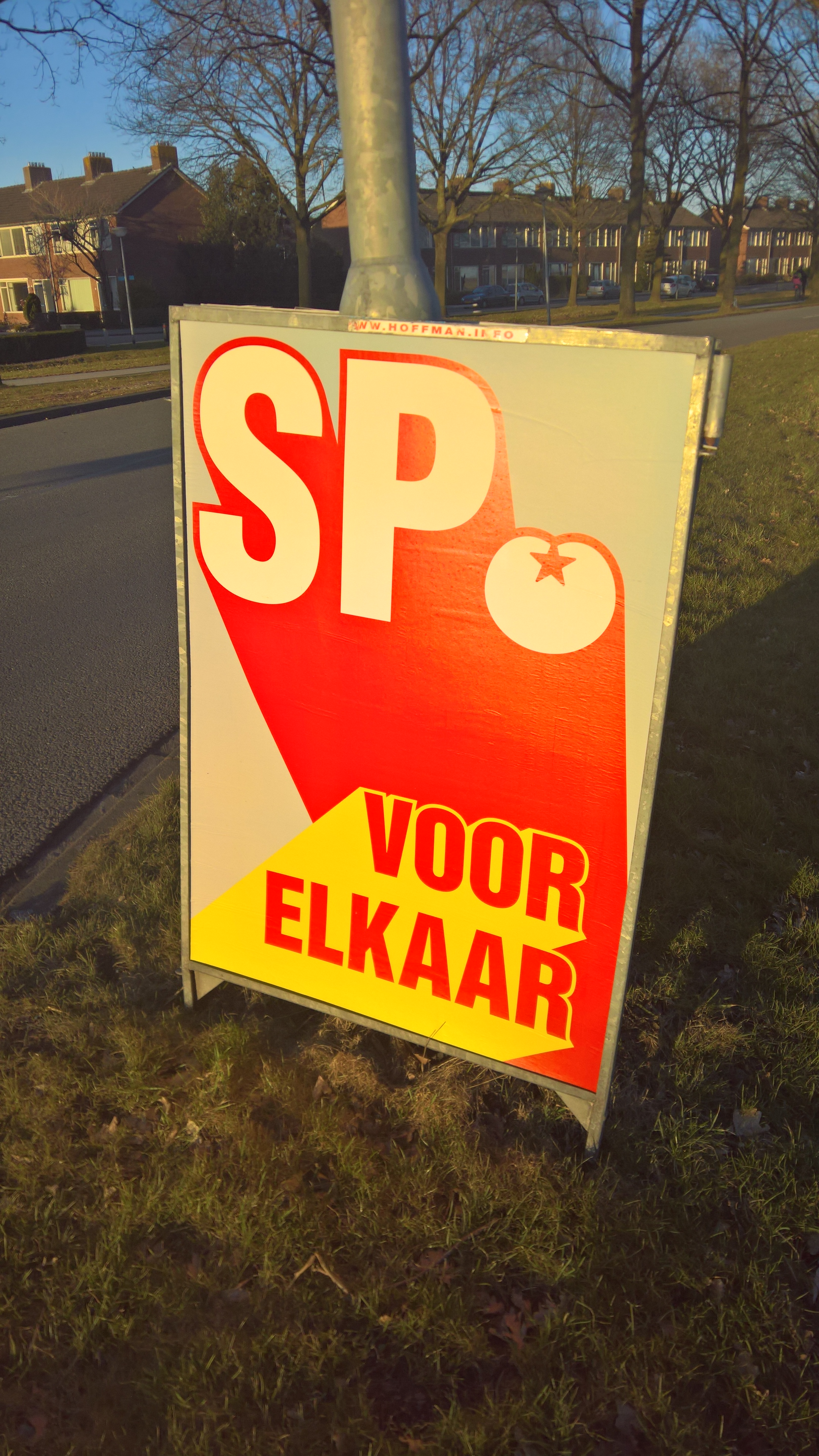
Verkiezingsposter uit 2018

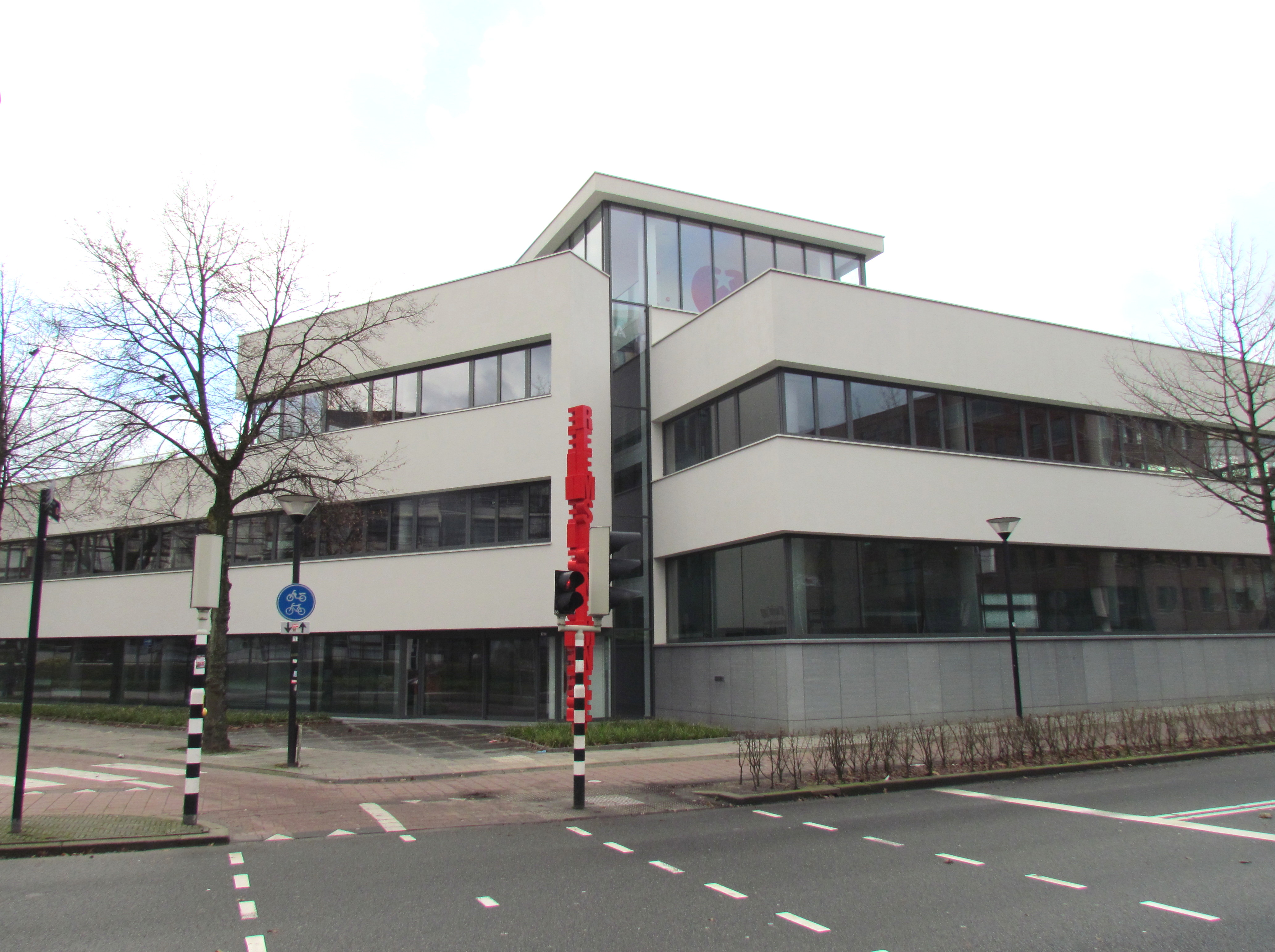
In 2012 verhuisde het landelijk partijbureau van de SP van Rotterdam naar een voormalig bankkantoor in Amersfoort

De Socialistische Partij (afgekort: SP) is een Nederlandse politieke partij met een socialistische signatuur.
De SP komt voort uit de maoïstische beweging van de jaren zeventig. Sindsdien heeft de partij een geleidelijke ideologische verandering ondergaan richting de linkervleugel van de sociaaldemocratie. De SP staat sinds haar aantreden in de Eerste en Tweede Kamer een wat gematigder socialisme voor, maar is wel een van de meest uitgesproken linkse partijen in de Nederlandse volksvertegenwoordiging gebleven. Het beginselprogramma van de SP formuleert fundamentele kritiek op het kapitalisme. Daarnaast onderscheidt de SP zich van linkse partijen als de PvdA en GroenLinks door een eurosceptische houding.
De SP is sinds mei 1994 vertegenwoordigd in de Tweede Kamer. Bij de Tweede Kamerverkiezingen van 2023 behaalde de SP vijf zetels. De partij heeft drie zetels in de Eerste Kamer der Staten-Generaal. De twee zetels in het Europees Parlement gingen verloren bij de Europese Parlementsverkiezingen in 2019.

## Geschiedenis

### Wortels
In Onze Partij (1974) beschrijft de SP hoe in 1963 twee Rotterdamse CPN'ers, de pijpfitter Daan Monjé en de zakenman Nico Schrevel, in De Waarheid, het partijblad van de CPN, lazen dat er een scheuring had plaatsgevonden in de internationale communistische beweging tussen de Sovjet-Unie en China. Omdat de CPN weigerde partij te kiezen voor Peking, traden de twee dissidente communisten in 1964 naar buiten met het op de ideeën van de Chinese leider Mao Zedong georiënteerde Marxistisch-Leninistisch Centrum (MLC). Een jaar later werd het MLC omgedoopt tot Marxistisch-Leninistisch Centrum Nederland (MLCN). In de wandeling door diverse partijen 'De groep Schrevel' genoemd. Door verzet in de Rotterdamse CPN-afdeling werd het tweetal pas begin 1966 uit de CPN gezet. Schrevel en Monjé stonden in deze periode in contact met de Chinese ambassade in Nederland, waardoor het MLC(N) vanaf het begin financieel gesteund werd door China. Monjé en Schrevel reisden vanaf 1965 beiden meermaals naar China. Monjé werd er uitgeroepen tot Rode Gardist, vervolgens tot erelid. 
Ook de Binnenlandse Veiligheidsdienst hielp, door middel van een infiltrant (Peter Boeve) mee om de partij groter te maken. De bedoeling van de inlichtingendienst was Nederlandse contacten met communistisch China onder controle te houden. Boeve werd echter in de loop van 1968 ontmaskerd. Een tweede infiltrant was grotendeels verantwoordelijk voor de afdeling Amsterdam en drong door tot het bestuur, maar vertrok in 1971.
Met de in 1968 uit het MLCN verwijderde infiltrant Boeve als leider, organiseerde de Binnenlandse Veiligheidsdienst rond 1970 de Marxistisch-Leninistische Partij Nederland (MLPN). Die dus – zoals de BVD en Boeve zelf later onthulden – een schijnorganisatie was van de Binnenlandse Veiligheidsdienst.
Het MLCN zelf ging in 1970 verder als Kommunistiese Eenheidsbeweging Nederland (officieel: Kommunistiese Eenheidsbeweging Nederland-marxistisch-leninistisch). Schrevel en Monjé behoorden tot de leiding van de KEN(ml). De partij kreeg meteen bekendheid door een succesvolle wilde staking van havenarbeiders in Rotterdam te ondersteunen. De vakbonden en de CPN hadden eerder geweigerd de staking te erkennen. Schrevel en Monjé reisden in 1970 opnieuw naar China, waar ze een aanzienlijke financiële injectie overeenkwamen. Een deel van dit geld werd direct gebruikt om een drukpers aan te schaffen.
Nadat Monjé en Schrevel gebrouilleerd waren geraakt splitste Monjé zich met een aantal getrouwen in 1971 af van de KEN(ml). In oktober 1971 werd hierop de Kommunistiese Partij Nederland/Marxisties Leninisties (KPN/ML) opgericht. De reden voor de scheuring was een meningsverschil over de rol van intellectuelen in de communistische strijd. Monjé was, evenals onder andere de afdeling Nijmegen, van mening dat de 'hoofdarbeiders' (intellectuelen) niet 'de voorhoede van het proletariaat' vormden, maar de 'achterhoede', zoals in het allereerste nummer van het partijblad Tribune werd uitgelegd. De intellectuelen zouden verplicht in de fabriek moeten gaan werken, zoals velen al deden. Schrevel, gesteund door onder andere de afdeling Tilburg, zag niets in deze verplichting. Na de afsplitsing bleef zijn organisatie tegen de afspraken in de naam KEN(ml) gebruiken, terwijl Monjé van zijn kant een aanzienlijk bedrag aan Chinees geld buiten de te verdelen boedel hield.

### Beginjaren SP
De leiding van de KPN/ML kwam in handen van Monjé en de Nijmegenaren Hans van Hooft sr. en Koos van Zomeren. Van Hooft werd partijvoorzitter en was naar buiten de leider, intern deelde Monjé de lakens uit. Hij bleek daarbij ook het financiële brein van de partij te zijn. Vlugschriften werden niet uitgedeeld maar verkocht, hetgeen zowel een vaste kring van lezers als inkomsten voor de partijkas inhield. Nog lang gold binnen de partij het adagium dat "een actie zichzelf moet bedruipen", bijvoorbeeld door vrijwillige bijdragen van omstanders, een unicum binnen de actiewereld. Monjé had daarbij nog een spaarpotje achter de hand, namelijk het geld dat hij in 1971 in China had gekregen. Door de relatief goede financiële situatie kon de partij in 1976 een eigen partijpand in Rotterdam aanschaffen, dat tot juni 2012 dienst bleef doen als partijhoofdkwartier.
De naam KPN/ML werd op het oprichtingscongres op 22 oktober 1972 veranderd in Socialistiese Partij (SP), geschreven in de alternatieve, fonetische spelling. Als reden voor de naamswijziging wordt wel genoemd dat het de partij minder vastpinde op één bepaalde ideologie. Een andere reden was dat een naam met drie 'ismen' erin te moeilijk zou zijn om te begrijpen voor het arbeiderselectoraat van de partij. Door een populistische inslag en het gebruik van diverse mantelorganisaties (in jargon "massaorganisaties") werd de SP de meest succesvolle van de vele maoïstische partijtjes: tegen het eind van de jaren zeventig had de partij enkele duizenden leden. Reden voor het gebruik van de massaorganisaties was de mogelijk afschrikkende werking van het etiket "socialistisch", vooral in het conservatieve Noord-Brabant waar de partij haar basis had. Onder de mantelorganisaties bevonden zich de eigen vakbond Arbeidersmacht, de gezondheidsorganisatie Voorkomen is Beter, de Bond van Huurders en Woningzoekenden (BHW) en het Milieu Aktiecentrum Nederland (MAN). Ook was er in Oss een huisartsenpost, Ons Medies Centrum. Het gebruik van geweld als middel in de klassenstrijd werd afgezworen.

### Demaoïsatie
In de tweede helft van de jaren zeventig transformeerde de SP zowel ideologisch als organisatorisch in de richting van een sociaaldemocratische partij. De historicus Gerrit Voerman spreekt over een proces van "demaoïsatie"' dat in 1975 ingezet werd, toen de SP tegenover de Chinese ambassadeur in Nederland haar ongerustheid uitte over de Chinese buitenlandse politiek. Wel werden Mao's geschriften, samen met die van Stalin, tot juni 1977 als scholingsmateriaal te koop aangeboden in het partijblad De Tribune. De aan Mao's Rode Boekje ontleende leus 'Durf te strijden, durf te winnen!' werd in 1980 van de voorpagina verwijderd.
China richtte zich steeds openlijker tegen de Sovjet-Unie in plaats van tegen het kapitalisme. Het warme onthaal van de Amerikaanse president Nixon in Peking was al reden voor flinke ergernis, maar de oproep aan westerse maoïstische partijen om de NAVO te steunen was het breekpunt voor de SP.
Gedurende de jaren tachtig nam de invloed van Monjé binnen de partij af. Hij overleed in 1986. Het zwaartepunt van de beweging was inmiddels verschoven naar de industriestad Oss, waar de partij sinds 1974 in de gemeenteraad vertegenwoordigd was. De  voormalige lasser Jan Marijnissen was een van de drijvende krachten achter dat succes. Na het overlijden van Monjé in 1986 nam hij de dagelijkse leiding van de partij over. Anders dan Schrevel en Monjé destijds, was Marijnissen weinig geïnteresseerd in de vraag welke socialistische ideologie nu precies de meest correcte was. Het etiket maoïstisch verdween onder zijn leiding definitief uit beeld: politicoloog Ruud Koole schaarde de SP in 1995 nog slechts om historische redenen onder de communistische partijen.

### Gastarbeid en kapitaal
In 1983 publiceerde de SP het rapport Gastarbeid en kapitaal, waarin de rol van gastarbeiders binnen de klassenstrijd en het gevaar van de islam in Nederland uiteen werd gezet. Conclusie van het rapport was dat opeenvolgende kabinetten hebben nagelaten een duidelijk immigratiebeleid te voeren ten aanzien van gastarbeiders en 'het kapitaal' geen strobreed in de weg hebben gelegd bij hun 'manipulaties' met gastarbeiders. Dit leidde volgens de SP enerzijds tot slechte woon- en werkomstandigheden en aanpassingsproblemen voor immigranten en anderzijds tot onbegrip tegenover nieuwkomers bij autochtone Nederlanders.
Bij ons onderzoek zijn wij al vrij snel tot de konklusie gekomen dat de problemen vooral groot worden bij die mensen die van het platteland komen, de islamitiese godsdienst belijden en zich waarschijnlijk daardoor moeilijk kunnen aanpassen aan de werk- en leefgewoonten van ons land. Wij vinden die mensen hoofdzakelijk bij de uit Turkije en Marokko afkomstige gastarbeiders en hun gezinnen. De achterstand in ontwikkeling ten opzichte van ons land en de konsekwente opvattingen die zij over hun (islamitiese) geloof hebben, maken dat zij hoegenaamd kansloos in onze maatschappij staan.
De SP was met name bang dat het bestaan van gastarbeiders 'het kapitaal' de mogelijkheid gaf via een verdeel-en-heersprincipe arbeiders af te houden van "de strijd die zij werkelijk moeten voeren".
Als oplossing stelde de SP voor dat gastarbeiders een keuze moesten maken; in Nederland blijven of remigreren naar het geboorteland. Buitenlanders die kiezen voor een toekomst in Nederland dienen binnen enkele jaren de Nederlandse nationaliteit aan te nemen en
zullen ook speciale kursussen moeten krijgen, waarbij voorrang zal moeten hebben de Nederlandse taal en vervolgens Nederlandse zeden en gewoonten. In ieder geval zullen zij, zoals een gemiddelde Nederlander ook, op de hoogte moeten zijn met wat hun rechten en plichten zijn.
Voor gastarbeiders die naar het land van herkomst terugkeren,
moet een dusdanige regeling worden getroffen dat het mogelijk wordt om in eigen land weer een bestaan op te bouwen.
De SP dacht daarbij aan een premie van 75.000 gulden en terugbetaling van een deel van de sociale lasten, al naargelang reeds ontvangen uitkeringen, en begeleiding bij terugkeer.
De brochure veroorzaakte een storm aan kritiek, onder andere van het communistische dagblad De Waarheid en partijen als de CPN en de PSP, maar ook van het CDA, de VVD en de psycholoog/columnist Piet Vroon. De SP werd ervan beschuldigd op jacht te zijn naar Janmaat-stemmers en er vielen termen als "cryptofascisten". De Anne Frank Stichting noemde de partij racistisch. De premie van 75.000 gulden kreeg het negatieve predicaat "oprotpremie". De negatieve reacties leidden ertoe dat de partij het onderwerp vanaf 1985 meed. Later, vooral na de opkomst van Pim Fortuyn in 2001, zou Jan Marijnissen aan het rapport refereren als 'bewijs' dat juist de SP het 'integratieprobleem' al vroeg had erkend, echter zonder het bij naam te noemen. Ook andere SP'ers geven aan nog steeds trots op de brochure te zijn, zoals Emile Roemer in zijn allereerste persconferentie op 5 maart 2010.

### Landelijke opkomst
Op het Vijfde Partijcongres op 27 oktober 1991 herdefinieerde de partij haar ideologische standpunten door zich definitief af te keren van het marxisme-leninisme. Hiervoor kwamen in de plaats de kernbegrippen menselijke waardigheid, de gelijkwaardigheid van mensen en de solidariteit tussen mensen, die werden opgenomen in het nieuwe beginselprogramma Handvest 2000. Als actieve socialistische partij wilde de SP een gooi doen naar een of meer zetels in de Tweede Kamer. Op hetzelfde congres ging de partij over tot het toekennen van een volwaardig lidmaatschap aan alle 16.000 steunleden, met als doel deze actiever bij de werkzaamheden en koers van de partij te betrekken. Het hoofdbestuur werd uitgebreid van 7 naar 23 leden en de partij startte met een wetenschappelijk bureau. Door de omzetting van steunleden naar leden werd de SP de vijfde partij in Nederland qua ledenaantal. In augustus 1991 was de SP een landelijke actie Handen of van de WAO! gestart, die zich richtte tegen het CDA/PvdA-kabinet-Lubbers III. In maart 1993 werd de naam van de partij veranderd in Socialistische Partij, omdat de oude 'fonetiese' spelling achterhaald werd geacht.

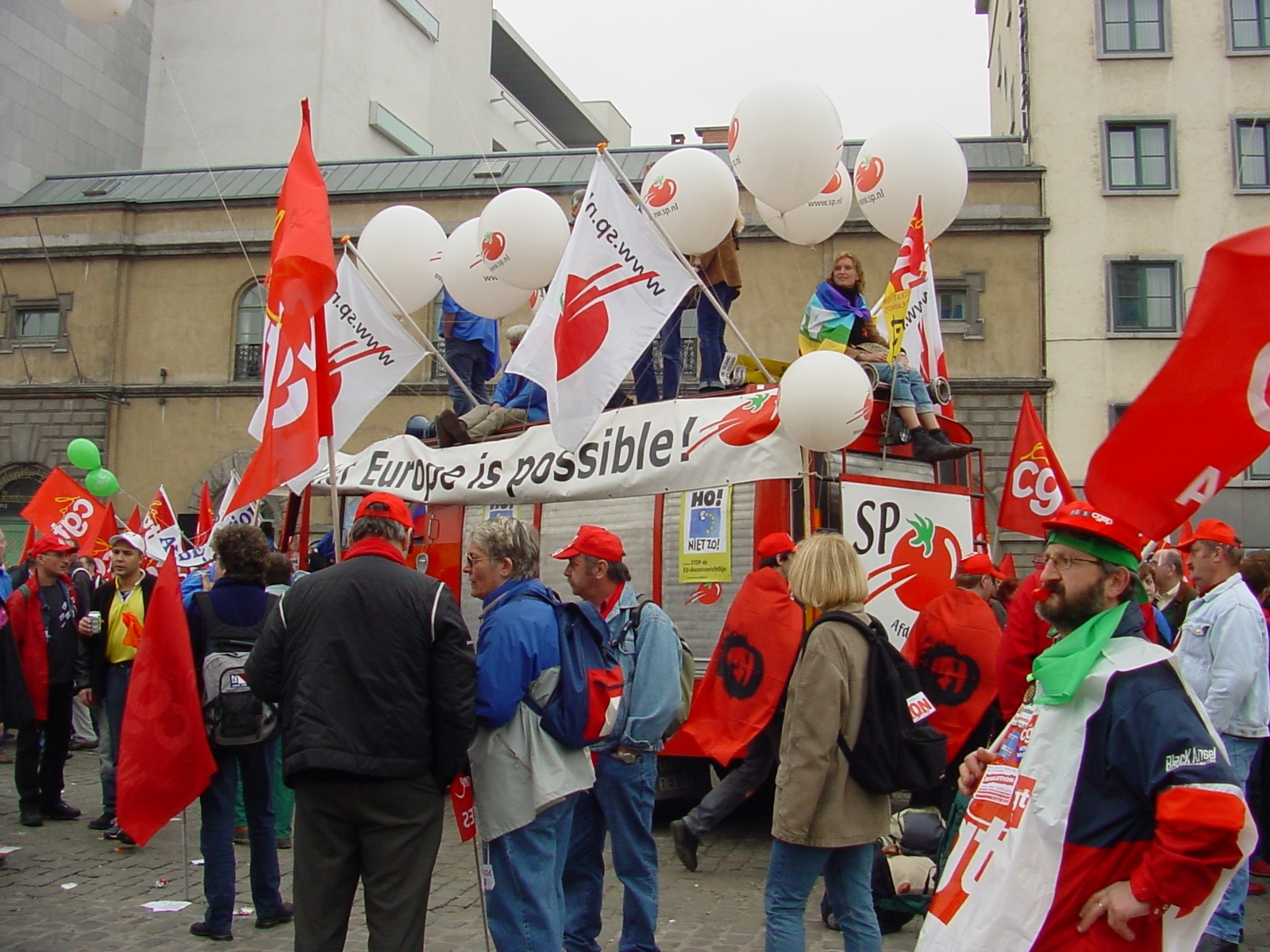
SP'ers bij een demonstratie in Brussel, maart 2005

In 1994 kwam de partij voor het eerst in de Tweede Kamer, met een fractie van twee leden: Jan Marijnissen en Remi Poppe. De leuze die bij deze verkiezingen gevoerd werd was "stem tegen, stem SP". Ook bij de Provinciale Statenverkiezingen 1995 boekte de partij winst, en behaalde voortvloeiend hieruit haar eerste zetel in de Eerste Kamer. Na de verkiezingen van 6 mei 1998 werd het aantal Kamerzetels vijf. Bij de verkiezingen van 15 mei 2002 haalde de SP 9 zetels. Bij de verkiezingen op 22 januari 2003 wist de SP voor het eerst geen zetelwinst te behalen. Wel was er een kleine stemmenwinst, en door het verlies van andere partijen (LPF en GroenLinks) werd de SP de op drie na grootste partij in de kamer. De leus bij deze verkiezingen was "stem vóór, stem SP"; dit om het negatieve imago van de SP als "Tegenpartij" af te schudden. Bij de verkiezingen op 22 november 2006 boekte de SP een enorme overwinning en kwam op 25 zetels. Ze werd daarmee de derde partij in de Kamer, achter de PvdA en het CDA, maar voor de VVD die maar 22 zetels haalde. 

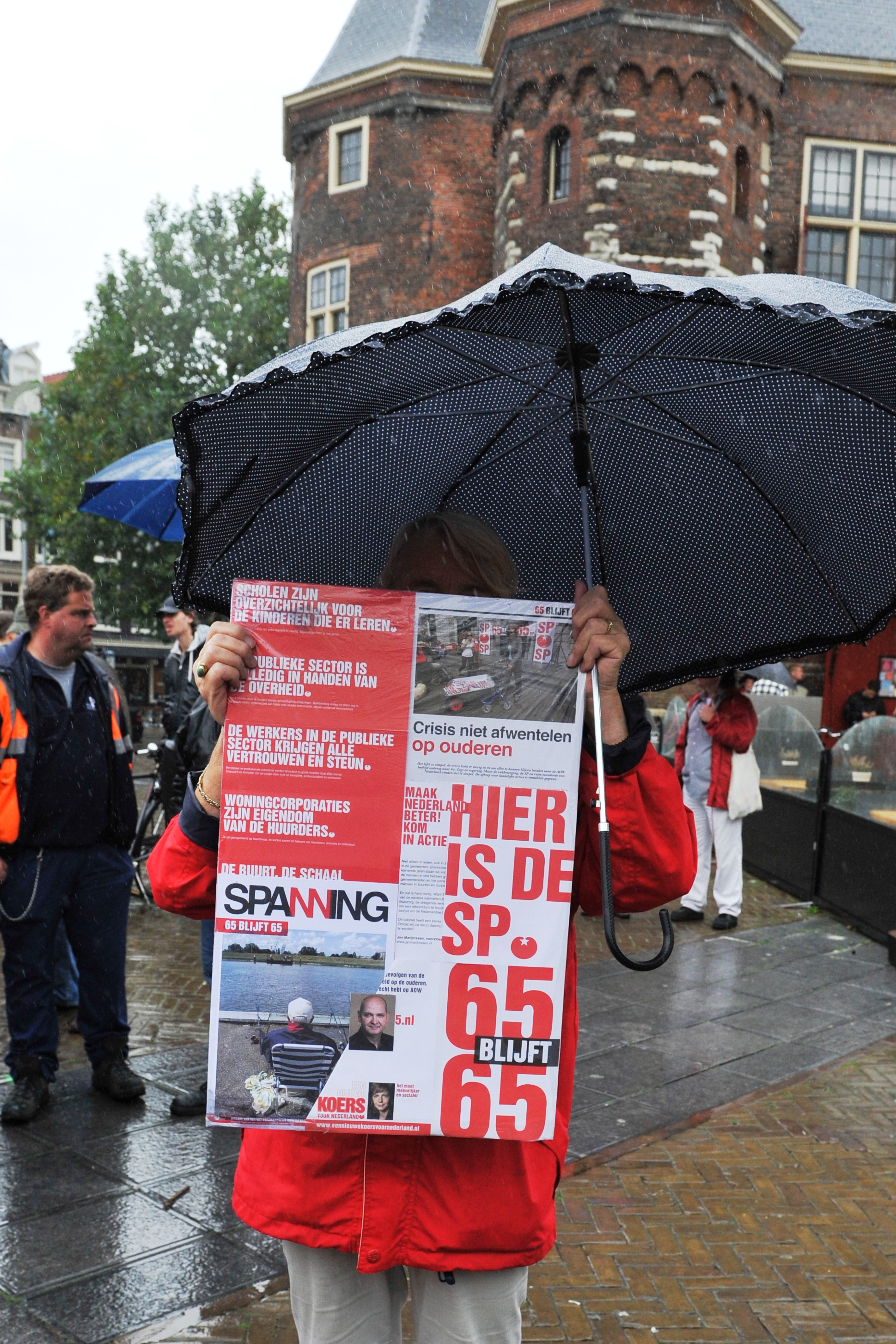
Protest in 2009 tegen verhoging AOW-leeftijd

### Vertrek Jan Marijnissen als fractieleider
Op 17 juni 2008 maakte Jan Marijnissen in een persconferentie bekend dat hij om gezondheidsredenen afscheid nam als fractievoorzitter. Hij bleef wel lid van de Tweede Kamer en gaf aan zijn termijn als partijvoorzitter te willen uitdienen. In hetzelfde jaar ging hij werken als interviewer voor de televisiezender Het Gesprek. Agnes Kant werd drie dagen later als zijn opvolger gekozen. Ze had zich als enige kandidaat gesteld.
In 2009 kwam er ook een wijziging in het leiderschap op het Europese vlak. Fractievoorzitter Erik Meijer stelde zich niet meer verkiesbaar en werd opgevolgd door Dennis de Jong, die namens de SP lijsttrekker werd bij de Europese Parlementsverkiezingen 2009. Kartika Liotard, tweede op de lijst en samen met De Jong in het Europees Parlement gekozen, zegde een jaar later na een conflict haar lidmaatschap van de SP op, maar bleef wel aan als onafhankelijk parlementslid.

### Agnes Kant opgevolgd door Emile Roemer
Bij de gemeenteraadsverkiezingen op 3 maart 2010 verloor de SP flink. Een opvallend detail was dat de partij ook in het SP-bolwerk Oss, de woonplaats van Jan Marijnissen, verloor. Na een gestage zetelgroei tot 15 raadszetels in 2002, zakte de SP hier in 2006 tot 11 en in 2010 tot 9 zetels, maar werd daarmee nog wel de grootste gemeentefractie in Oss. Het verlies in Oss had deels te maken met een gemeentelijke herindeling. 
Een dag na de gemeenteraadsverkiezingen 2010 trad Agnes Kant naar aanleiding van de tegenvallende resultaten per direct af als fractievoorzitter. Ze was tevens niet beschikbaar als lijsttrekker voor de aanstaande Kamerverkiezingen. Een dag later werd Emile Roemer gekozen als nieuwe fractievoorzitter. Bij de Kamerverkiezingen in juni 2010 behaalde de SP 15 zetels, een verlies van 10 zetels ten opzichte van het resultaat in 2006. Bij de Tweede Kamerverkiezingen  2012 werd dit aantal geëvenaard, hoewel de partij in de maanden daarvoor op bijna 40 zetels in de peilingen had gestaan. In 2015 werd Ron Meyer met steun van het partijbestuur gekozen om Jan Marijnissen als partijvoorzitter op te volgen, waarmee hij de tegenkandidaat Sharon Gesthuizen versloeg.

### Lilian Marijnissen als partijleider

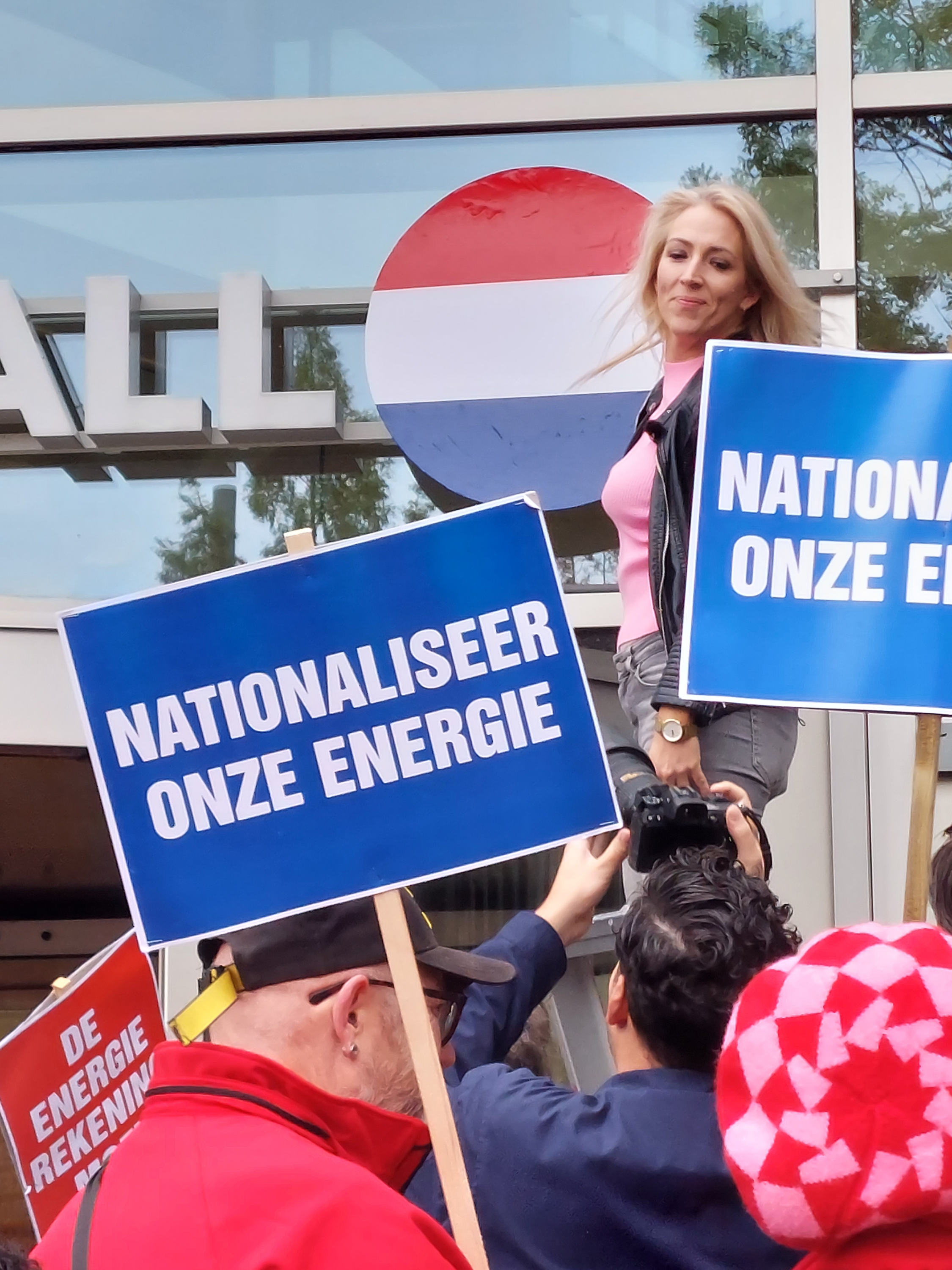
Lilian Marijnissen voert actie voor het hoofdkantoor van Vattenfall, oktober 2022

Roemer maakte op 12 december 2017 aan zijn fractie bekend per januari 2018 terug te treden als partijleider. Hij was van mening dat de partij een stap vooruit kon zetten met een nieuwe leider. Binnen de Tweede Kamerfractie stelden Sadet Karabulut en Lilian Marijnissen, dochter van voormalig partijleider Jan Marijnissen, zich kandidaat om Roemer als fractievoorzitter op te volgen, waarbij Marijnissen door haar fractiegenoten werd gekozen.
Op 20 maart 2019 verloor de SP fors bij de Provinciale Statenverkiezingen 2019. Na de teruggang bij de Tweede Kamerverkiezingen 2017 (van 15 naar 14 zetels), toen de SP niet kon profiteren van het enorme verlies van de PvdA, en het verlies tijdens de gemeenteraadsverkiezingen van 2018, de derde keer op rij. Bij de Europese Parlementsverkiezingen 2019 wilde de SP met het spotje Hans Brusselmans de ongeloofwaardigheid aantonen van eurocommissaris en PvdA-lijsttrekker Frans Timmermans. De PvdA werd echter de grootste Nederlandse partij bij deze verkiezingen en de SP verloor haar beide zetels in het Europees Parlement en viel terug van 458.079 (9,6%) naar 185.224 (3,4 %) stemmen. In de aanloop naar deze verkiezingen kampte de SP ook met interne onrust. Een groep leden kon zich niet langer vinden in de vluchtelingen- en migratiestandpunten van de partij en vond dat de SP naar rechts opschoof. Bij stemming in de partijraad in februari 2019 werd echter niet gekozen het migratiestandpunt te veranderen: 384 leden stemden voor het SP-standpunt in het Europees programma, 269 leden stemden tegen.
Op 20 juni 2020 werd Lilian Marijnissen door de Partijraad gekozen tot lijsttrekker voor de Tweede Kamerverkiezingen 2021. Kamerlid Sadet Karabulut kondigde in maart van hetzelfde jaar al aan niet te zullen terugkeren op de lijst. Omstreeks die tijd kwam ook het conflict binnen de partij met haar jongerenorganisatie ROOD naar buiten. Uiteindelijk bleek in 2021 dat de breuk tussen beide niet te lijmen was. Het resultaat van de partij bij de Tweede Kamerverkiezingen 2021 viel tegen: van veertien naar negen zetels.
Tijdens de energiecrisis rond 2022 pleitte de SP voor nationalisatie van energiebedrijven. Op provinciaal en regionaal niveau werden voorstellen van de SP aangenomen om onderzoek te doen naar de mogelijkheid van een energiebedrijf in overheidshanden. Het populaire Kamerlid Renske Leijten, dat vanaf 2018 veel bekendheid had gekregen door het naar buiten brengen van het toeslagenschandaal, trad in juli 2023 terug als parlementslid. Bij de Tweede Kamerverkiezingen 2023, waarbij Marijnissen opnieuw lijsttrekker was, verloor de partij vier van de negen zetels, en hield de SP vijf zetels over.

### Dijk als partijleider

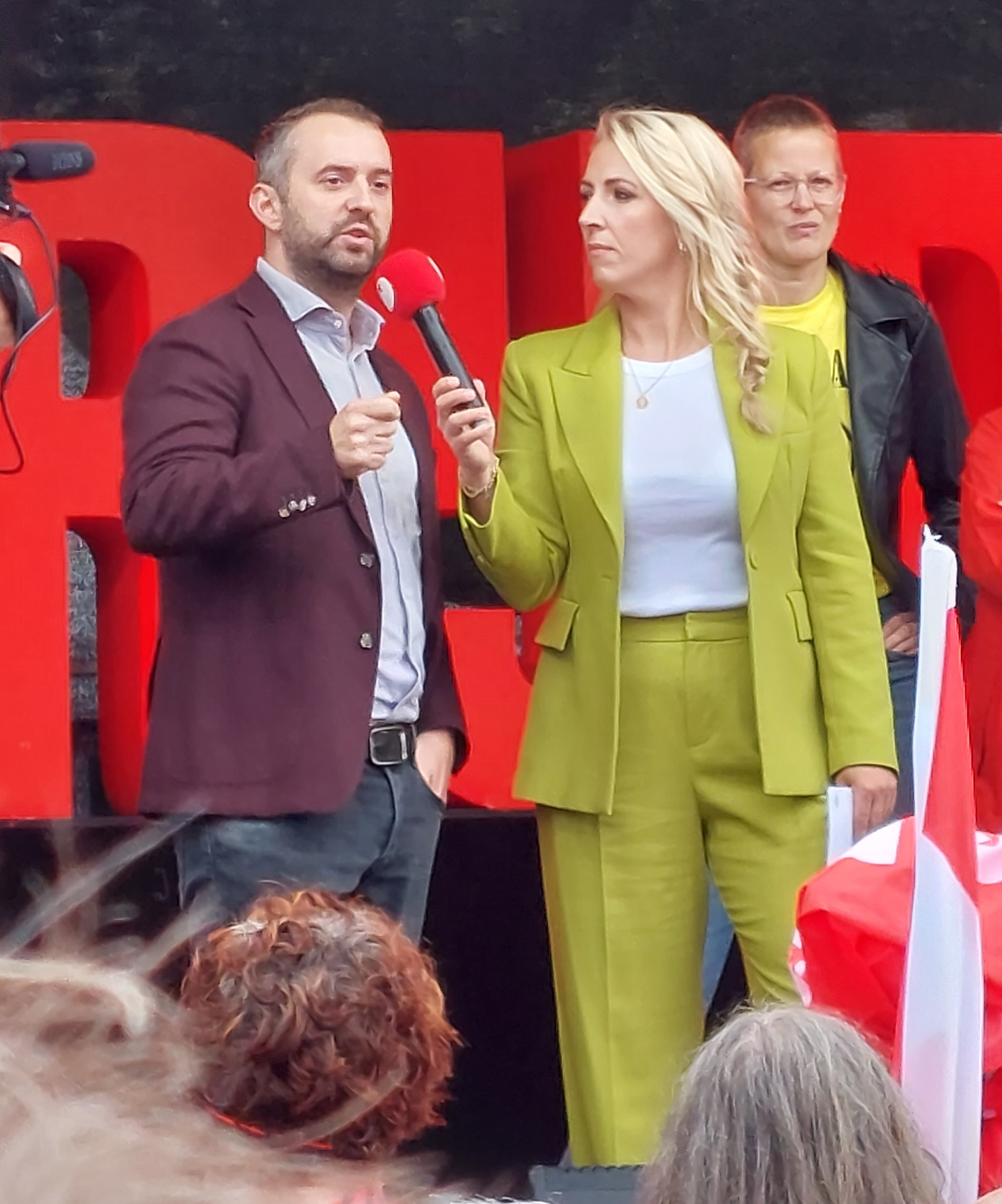
Jimmy Dijk samen met Marijnissen tijdens een protestmanifestatie in 2023.

Medio december 2023 besloot Marijnissen terug te treden als fractievoorzitter en Kamerlid en daarmee als politiek leider van haar partij. Ze werd opgevolgd door Jimmy Dijk. Meer dan zijn voorgangster legt hij in zijn uitingen de nadruk op de werkende klasse, een begrip dat uitgelegd wordt als mensen die voor hun inkomen afhankelijk zijn van loon, uitkering of pensioen/AOW en gesteld wordt tegenover niet-werkende aandeelhouders en investeerders en winstmakende multinationals.
Op zijn eerste dag in die rol kreeg Dijk een meerderheid van de Tweede Kamer achter een motie die opriep het eigen risico in de zorg af te schaffen.

## Ideologie en standpunten
In de statuten van de SP staat het volgende:
Artikel 3: Doel en middelen
1. De vereniging stelt zich ten doel het verwezenlijken van een socialistische maatschappij in Nederland, een maatschappij waarin de menselijke waardigheid, de gelijkwaardigheid van mensen en de solidariteit tussen mensen daadwerkelijk gestalte krijgen.
2. De vereniging tracht het doel te bereiken door:
  - het organiseren van activiteiten onder primair de bevolking van Nederland, en secundair de bevolking van andere landen;
  - het deelnemen aan verkiezingen;
  - alle andere wettige middelen die aan het doel van de vereniging bevorderlijk kunnen zijn, een en ander in de ruimste zin van het woord.

Het beginselprogramma van de SP, Heel de mens, werd vastgesteld in 1999. Het kwam in de plaats van het Handvest 2000, dat in 1991 was geformuleerd. Vanaf 2021 werd binnen de partij gediscussieerd over een update van Heel de mens. Op 22 oktober 2022 presenteerde Ronald van Raak de concepttekst tijdens de jubileumbijeenkomst 50 jaar SP. Het vernieuwde beginselprogramma werd op het 27e Partijcongres in juni 2023 vastgesteld. In Heel de mens roept de SP op tot een 'democratische omwenteling'; het bewerkstelligen van een democratische economie door essentiële voorzieningen in publiek eigendom te brengen.
In New Left Review schrijft Susan Watkins in 2005 dat de SP vanuit het maoïsme en communisme is opgeschoven naar een positie die ze 'sociaaldemocratisch links' noemt. In een ingezonden artikel in NRC Handelsblad omschrijven de politicologen Gerrit Voerman en Paul Lucardie eveneens hoe de SP een 'sociaal-democratisering' heeft doorgemaakt: van een "dogmatische maoïstische en sektarische splinterpartij" naar een positie "kenmerkend voor de naoorlogse sociaaldemocratie", waarbij de parlementaire democratie principieel aanvaard wordt. Voerman en Lucardie verklaren dit proces vanuit de "populistische oriëntatie" van de SP: de SP was van meet af aan bereid om stellingnames die de partij van electorale groei weerhielden te laten vallen.
De SP vindt een monarchie in een democratie 'niet logisch' en streeft naar een republiek met een gekozen staatshoofd. Omdat veel Nederlanders waarde hechten aan het koninklijk huis vindt de partij dat het koningschap slechts dient te worden gemoderniseerd om zo goed mogelijk in de democratie te passen.
Men is binnen de SP zelf niet geheel gelijkgestemd wat betreft de identiteit van de partij. Zo pleitte in 2012 Tweede Kamerlid Harry van Bommel nog voor een andere partijnaam omdat de term "socialisme" besmet zou zijn. Volgens Van Bommel is het woord "socialistisch" een belaste term, omdat dit nog te veel doet denken aan het marxistische en leninistische en noemt in Trouw "Sociale Partij" een aardig alternatief.

## Interne conflicten

### Conflicten rond (gekozen) personen
De SP heeft sinds haar landelijke opkomst in het begin van de 21ste eeuw een aantal interne discussies en conflicten gekend. Deze richtte zich vaak op de afdrachtregeling of de koers van de partij en was aanvankelijk vooral lokaal. In april 1991 ontstond er landelijke ophef rond een kwestie in de afdeling Arnhem. Enkele kandidaat-bestuursleden trokken zich terug omdat afdelingsvergaderingen niet mochten worden genotuleerd. In de jaren 1990 waren er onder meer problemen in Vlaardingen, Emmen en Amsterdam. Een in 1995 gekozen Statenlid in de provincie Noord-Holland stapte in 1996 uit de SP.
Op 2 februari 2004 werd Ali Lazrak uit de Tweede Kamerfractie gezet wegens een conflict met de SP. Hij ging hierna verder als Groep Lazrak, waardoor de SP een zetel verloor. Volgens Lazrak gedroeg fractieleider Jan Marijnissen zich autoritair, volgens de SP hield Lazrak zich niet aan gemaakte afspraken, met name over de afdrachtregeling.
In 2007 werd Düzgün Yildirim met voorkeurstemmen van leden uit de Provinciale Staten uit Overijssel en Drenthe tot Eerste Kamerlid gekozen. Een ruime meerderheid van de landelijke partijraad vroeg, in navolging van het partijbestuur, aan Yildirim om zijn zetel op te geven, waarop Yildirim zijn functies binnen de partij neerlegde. Nadat zijn weblog op de webservers van de SP was afgesloten, opende Yildirim zijn eigen weblog en werd het Comité Democratisering Socialistische Partij opgericht. Op 12 juli ontstond commotie nadat algemeen secretaris Hans van Heijningen besloot om een voorgenomen artikel in het partijblad Tribune tegen te houden, volgens Van Heijningen omdat het artikel onevenwichtig was en slechts één kant van de zaak belichtte. Elma Verhey, hoofdredacteur van de Tribune, weigerde volgens Van Heijningen om het artikel terug te trekken en mee te werken aan een alternatief, waarna zij door het partijbestuur geschorst werd. Verhey zelf geeft een andere lezing van de gang van zaken: zij zou juist overleg over 'meer weerwoord' hebben voorgesteld. Van Heijningen zou dit geweigerd hebben en dezelfde avond een eindredacteur opdracht gegeven hebben een alternatief stuk te schrijven. Uiteindelijk werd Yildirim op 7 september 2007 uit de partij gezet. Verhey verliet na het voorval de SP.
Vanaf 2014 groeide de kritiek van Kamerleden op de koers van de partij. Zo vond Sadet Karabulut de SP als oppositiepartij tegen kabinet-Rutte II te weinig zichtbaar en partijleider Emile Roemer "te braaf". Oud-Kamerlid Sharon Gesthuizen beschrijft in haar boek Schoonheid Macht Liefde. In het leven en de politiek de autoritaire machtscultuur binnen de Tweede Kamerfractie, met weinig ruimte voor kritiek. Haar beeld werd onderschreven door Tjitske Siderius, die net als Gesthuizen tot 2017 Kamerlid van de SP was. Zowel Gesthuizen als Siderius verlieten de SP en sloten zich aan bij respectievelijk GroenLinks en de PvdA. Ook Harry van Bommel, lid van de Tweede Kamer van 1998 tot 2017, zegde zijn partijlidmaatschap na vertrek uit het parlement op. Volgens Van Bommel was de partij niet kritisch genoeg na de verkiezingsnederlaag in 2017.

### Entrisme-pogingen vanuit radicaal-links
Sommige als radicaal-links en/of trotskistisch beschouwde groeperingen raden hun leden aan om (actief) lid te worden van de SP, iets dat bekend staat als entrisme. Zij menen dat het oprichten en opbouwen van een eigen partij op korte termijn minder praktisch is dan het versterken en eventueel omvormen van "de enige Nederlandse arbeiderspartij" door binnen die partij een linkervleugel op te bouwen. Dergelijke groeperingen zijn onder andere Communistisch Platform, Offensief, de Internationale Socialisten en de SAP. Lidmaatschap van een andere politieke partij is in strijd met de statuten van de SP. Een terugkerende interne discussie binnen de SP is in hoeverre de genoemde organisaties ook daadwerkelijk als 'politieke partijen' aan te merken vallen.
De Internationale Socialisten (IS) probeerden in de periode 2005-2006 als groep toe te treden tot de SP. Volgens Pepijn Brandon van de IS waren er verkennende gesprekken met SP-secretaris Hans van Heijningen aan vooraf gegaan. De SP wilde echter geen factievorming binnen de partij en eiste van de IS leden dat zij kozen tussen het lidmaatschap van de IS of die van de SP. Dit was voor IS reden om uiteindelijk niet tot de SP toe te treden en zich te richten op samenwerking. Daarna klonk er vanuit de IS ook kritiek; de SP werd een gesloten en autoritaire partij genoemd die haar functioneren ondergeschikt had gemaakt aan een parlementaire koers.
Vanaf 1998 werden leden van de trotskistische beweging Offensief, die daarvoor lid waren van de PvdA, aangespoord om actief te worden binnen de SP. In Breda en Amsterdam-Zuidoost kreeg Offensief voet aan de grond en maakten verschillende leden deel uit van het afdelingsbestuur. In 2009 werden verscheidene leden geroyeerd nadat het landelijk partijbestuur van de SP had besloten om Offensief als politieke partij aan te duiden. Enkele leden hadden Offensief daarvoor al verlaten en bleven actief binnen de SP.
Het Communistisch Platform werd in 2014 opgericht en kwam voort uit onder meer het Socialistisch Alternatief (voorheen: Offensief). Ook vanuit deze organisatie richtte men zich op de SP en werd gepropageerd om actief lid te worden. In oktober 2020 werd een vijftal SP-leden geroyeerd op basis van vermeend lidmaatschap van het Communistisch Platform. Dit gebeurde nadat CP was gekenmerkt als een politieke partij door het partijbestuur van de SP. Onder de geroyeerde leden bevonden zich ten minste één afdelingsvoorzitter en enkele afdelingsbestuursleden van verschillende afdelingen. In november werd een zesde lid geschorst op dezelfde basis als de voorgaande vijf SP-leden. In een uitzending van Nieuwsuur op 16 november 2020 noemde SP-partijsecretaris Arnout Hoekstra de zes geroyeerde SP-leden 'geradicaliseerde zolderkamercommunisten' die de SP wilden overnemen en plannen hadden om over te gaan tot een gewapende burgeroorlog. Dit baseerde hij op passages in het voorstelprogramma van het platform. De geroyeerde SP-leden stelden dat het een heksenjacht betrof om kritische leden de mond te snoeren, specifiek in de context van een controversiële regeerdrang van de partijtop van de SP. Zo zou de partij een coalitie met de VVD niet voorafgaand aan de verkiezingen al willen uitsluiten.
De voorzitter van de politieke jongerenorganisatie van de SP, ROOD, nam het vervolgens in de media op voor de geroyeerde leden. De passages over het bewapenen van de arbeiders in het programma van het Platform noemde hij ‘heel dom’, maar ook door de SP-leiding ‘uit hun verband getrokken’. Ook ontkende hij dat de royementen iets met deze passages te maken zouden hebben en beweerde hij dat ze het gevolg waren van interne strubbelingen. Op 22 november 2020 werd een van de geroyeerde leden verkozen als nieuwe voorzitter van ROOD. Dit motiveerde de leiding van de SP om de ondersteuning aan ROOD op te schorten. De regel dat bestuursleden van ROOD ook lid van de SP moeten zijn, werd door ROOD in februari 2021 eenzijdig geschrapt zodat de gekozen voorzitter officieel zijn functie kon innemen. In juni 2021 verbrak de SP de samenwerking met ROOD.
Het conflict escaleerde verder toen het partijbestuur van de SP eind oktober 2021 het lidmaatschap van ROOD en het Marxistisch Forum (een discussieplatform van marxisten in de SP) als onverenigbaar met het lidmaatschap van de SP bestempelde. Enkele tientallen leden werden geroyeerd, waaronder leden die zich vanuit het Marxistisch Forum kandidaat hadden gesteld voor het partijvoorzitterschap en -bestuur. In verschillende afdelingen leidde dit tot onrust, omdat op reeds vastgestelde kandidatenlijsten voor de gemeenteraadsverkiezingen van 2022 geroyeerde kandidaten stonden. In Utrecht, Rotterdam en Amsterdam ontstonden afsplitsingen die op eigen kracht deelnamen aan de verkiezingen. Geen van deze lijsten haalde een zetel, maar de SP liep in deze gemeenten tegen zetelverlies aan. De verschillende afsplitsingen verenigden zich later in de politieke beweging Socialisten (later bekend als Revolutionair Socialistische Partij). Voormalig Europarlementariër Erik Meijer en het Utrechtse Statenlid Michel Eggermont sloten zich hierbij aan.

## Organisatie

### Werkwijze
De SP wordt gekenmerkt door een sterke nadruk op buitenparlementair activisme,
dat onder andere vorm krijgt als kosteloze sociale dienstverlening (bijvoorbeeld hulp aan minima bij het aanvragen van subsidies, hulp aan voedselbanken in samenwerking met verschillende kerken, benevens hulp aan ouderen bij het invullen van hun belastingformulieren en dergelijke), publieksacties op specifieke (beleids-)onderwerpen, demonstraties en soms zelfs kraken. Binnen de SP geldt het adagium geen fractie zonder actie: volksvertegenwoordigers moeten zich ook "op straat" laten zien. Een relatief groot deel van de leden is actief, hetzij in de voorgenoemde bezigheden, hetzij met het bezorgen van het partijblad of het voeren van campagnes.
De SP wordt door de historicus Voerman als populistisch gekenmerkt, vanwege haar sterke identificatie met het 'gewone volk' (de arbeidersklasse); een houding die volgens Voerman een erfenis is van het maoïstische concept van de 'massalijn'.
Volgens deze leerstelling moet een arbeiderspartij zich 'als een vis in het water' onder de bevolking begeven en haar wensen politiek vertalen, in plaats van een politiek program van bovenaf te presenteren om vervolgens hiervoor steun te vergaren; in de woorden van Jan Marijnissen, 1974: "het gaat er niet om wat wij vinden, maar wat de mensen van ons willen."

### Structuur
Het hoogste orgaan binnen de SP is de partijraad die ten minste viermaal per jaar bijeenkomt. De dagelijkse leiding van de partij is in handen van het dagelijks bestuur, dat onderdeel uitmaakt van het partijbestuur. Het congres komt bijeen om verkiezingsprogramma's, kandidatenlijsten, congresstukken en beginselprogramma's vast te stellen.
De partijraad bestaat uit de voorzitters van de SP-afdelingen en de leden van het partijbestuur, en vergadert onder leiding van het partijbestuur. Iedere vertegenwoordiger van een afdeling heeft stemrecht, in principe vindt stemming hoofdelijk plaats, bij aanvraag kan tot gewogen stemming overgegaan worden, waarbij iedere 50 leden van een afdeling als één stem gelden, partijbestuurders hebben altijd één enkele stem.

### Bestuur
Hans van Hooft sr. was van 1972 tot 1987 de eerste voorzitter van de SP. Op het 4e Partijcongres in november 1987 werd hij opgevolgd door Jan Marijnissen. Marijnissen behield de functie tot november 2015. In een ledenverkiezing om het voorzitterschap won vervolgens vakbondsbestuurder Ron Meyer van Kamerlid Sharon Gesthuizen. Na de voor de SP slecht verlopen Europese Parlementsverkiezingen 2019 besloot Meyer af te treden als voorzitter. Hij werd in december 2019 op het 24e Partijcongres opgevolgd door Jannie Visscher. Visscher werd na twee zittingstermijnen in maart 2024 opgevolgd door Lieke van Rossum.
Het bestuur van de SP bestaat volgens de eigen statuten uit ten minste negen leden, van wie de voorzitter en de algemeen secretaris rechtstreeks in functie worden gekozen via het partijcongres. Behalve deze leden zijn er negentien vertegenwoordigers van de regio's, gekozen door regioconferenties. Ook maken de fractievoorzitters van Eerste en Tweede Kamer en Europees parlement deel uit van het bestuur. Het bestuur komt in principe één keer per maand bijeen. Het partijbestuur kiest uit zijn midden een dagelijks bestuur.
Op 14 december 2019 werden op het 24e Partijcongres van de SP de volgende 13 personen in het bestuur gekozen:
- Jannie Visscher (voorzitter)
- Arnout Hoekstra (algemeen secretaris)
- Sunita Biharie
- Thijs Coppus
- Jimmy Dijk

- Nicole van Gemert
- Hans van Hooft jr.
- Laurens Ivens
- Bart van Kent

- Bert Peterse
- Bram Roovers
- Lieke van Rossum
- Spencer Zeegers

Op 11 december 2021 werden op het 26e Partijcongres van de SP de volgende 13 personen in het bestuur gekozen:
- Jannie Visscher (voorzitter)
- Arnout Hoekstra (algemeen secretaris)
- Gerrie Elfrink (penningmeester)
- Bastiaan van Apeldoorn
- Sunita Biharie

- Daan Brandenbarg
- Theo Coşkun
- Jimmy Dijk
- Henk van Gerven

- Agnes Kant
- Bart van Kent
- Bastiaan Meijer
- Bram Roovers

Op 2 maart 2024 werden op het 29e Partijcongres van de SP de volgende 12 personen in het bestuur gekozen:
- Lieke van Rossum (voorzitter)
- Nils Müller (algemeen secretaris)
- Gerrie Elfrink (penningmeester)
- Hans Boerwinkel

- Heidi Bouhlel-Lascaris
- Mathijs ten Broeke
- Renske Leijten
- Bastiaan Meijer

- Bram Roovers
- Aldo Schelvis
- Lian Veenstra
- Jeremie van Zeist

### Electoraat
Hoewel de aanhang van politieke partijen in de 21e eeuw niet meer zo constant is als in het grootste deel van de 20e eeuw en verkiezingsuitslagen behoorlijk kunnen schommelen, valt de opmars van de SP in met name de periode 2003-2006 op. Tussen 1999 en 2007 is haar aanhang verdubbeld. De aanhang is tot 2009 stabiel gebleven, waarna deze daalde in 2010. De partij heeft vooral veel aanhang in het zuidoosten van Nederland, met name in het noordoosten van Noord-Brabant en het oosten van Zuid-Limburg, en ook in Oost-Groningen. Van oudsher belangrijke bolwerken zijn Oss (Jan Marijnissen), Boxmeer (Emile Roemer), Boxtel, Schijndel en Uden in Noord-Brabant, Heerlen (Jan de Wit, Riet de Wit, later Ron Meyer), Landgraaf en Horst aan de Maas in Limburg, Nijmegen (Hans van Hooft sr., Koos van Zomeren, Hans van Hooft jr.) en Doesburg (Agnes Kant) in Gelderland en Vlaardingen (Remi Poppe, later Arnout Hoekstra), Zoetermeer en Leiden (Cor Vergeer) in Zuid-Holland. Na 2000 verwierf de SP een sterke machtsbasis in de provincie Groningen, bijvoorbeeld in de gemeenten Groningen, Oldambt en Pekela.
De gemeente waar de SP bij de Tweede Kamerverkiezingen van 2010 procentueel de meeste stemmen haalde was Boxmeer (31,68%) in de provincie Noord-Brabant. Minder aanhang heeft de partij in gebieden waar veel behoudende kiezers wonen, zoals de Bijbelgordel. Opvallend in 2010 was het zetelverlies in Oss, waar de SP twaalf procent daalde ten opzichte van de verkiezingen in 2006. De SP bleef echter nog wel de grootste partij. Sinds de gemeenteraadsverkiezingen 2014 is dit daar echter niet altijd meer het geval.

### Leden
Vanwege een beveiligingsprobleem met de MediaWiki Graph-software is het momenteel niet mogelijk deze grafiek weer te geven. Zodra de software is bijgewerkt zal de grafiek vanzelf weer zichtbaar worden.
| Jaar | Aantal leden | Jaar | Aantal leden | Jaar | Aantal leden | Jaar | Aantal leden |
| ---- | ------------ | ---- | ------------ | ---- | ------------ | ---- | ------------ |
| 1990 |              | 2000 | 26.198       | 2010 | 46.507       | 2020 | 32.196       |
| 1991 |              | 2001 | 26.553       | 2011 | 46.308       | 2021 | 31.960       |
| 1992 | 15.122       | 2002 | 27.291       | 2012 | 44.186       | 2022 | 32.496       |
| 1993 | 15.517       | 2003 | 36.406       | 2013 | 45.815       | 2023 | 32.459       |
| 1994 | 15.978       | 2004 | 43.389       | 2014 | 44.242       | 2024 | 30.914       |
| 1995 | 16.899       | 2005 | 44.299       | 2015 | 42.679       | 2025 | 28.737       |
| 1996 | 17.056       | 2006 | 44.853       | 2016 | 41.710       |      |              |
| 1997 | 19.926       | 2007 | 50.740       | 2017 | 39.571       |      |              |
| 1998 | 21.975       | 2008 | 50.238       | 2018 | 36.465       |      |              |
| 1999 | 25.052       | 2009 | 50.444       | 2019 | 36.286       |      |              |

Bron: SP – ledentallen (Documentatiecentrum Nederlandse Politieke Partijen)

### Symbolen
Tot 1976 hanteerde de SP als symbool een gestileerd rijtje portretten van Marx, Engels, Lenin en Mao. Dit verscheen onder andere op de voorkant van het ledenblad Tribune. Hamer en sikkel werden nauwelijks gebruikt, vanwege de associatie met het Sovjet-communisme. De SP gebruikte jarenlang een gestileerde rode vlag als logo, totdat de tomaat werd geïntroduceerd. De ster is wel terug te vinden als kroontje in de in 2006 geïntroduceerd nieuwe tomaat en als logo van de voormalige jongerenafdeling ROOD.

#### Tomaat
Sinds 1994 gebruikt de SP een tomaat als logo. Deze staat volgens de SP symbool voor protest. Tegelijk werd de verkiezingsleuze "Stem tegen, stem SP" geïntroduceerd. Verantwoordelijk voor het logo en de leuze was reclameman Niko Koffeman, die vanaf 1993 deel uitmaakte van het zogeheten V(erkiezings)-team van de SP.
Naast de tomaat en de leuze hanteerde de partij een rood beeldmerk met de letters SP erin; dat werd echter gaandeweg steeds meer vervangen door de tomaat, die later werd afgebeeld met bewegingsstreepjes en een asymmetrisch kroontje om te suggereren dat hij naar rechts wordt gegooid. Het logo werd, onder andere op promotiegadgets, posters en kleding, vaak afgebeeld op een blauwe kleur. In 2002 werd de leuze vervangen door "Stem voor, stem SP"; de uitdrukking van de veranderde houding van de SP, van pure oppositiepartij ('tegenpartij') tot regeringsalternatief (onder het motto: als je ergens tégen bent, dan ben je vóór iets anders).
De SP startte in 2001 voor de leden een eigen e-mailprovider: Tomaatnet. Deze werd in 2018 stopgezet.

#### Thonik
In 2006 werd de huisstijl van de SP radicaal omgegooid door ontwerpbureau Thonik. De vliegende tomaat werd vervangen door een gestileerde variant, met een ster als kroontje. Over de ster verklaarde Jan Marijnissen in een Penthouse-interview: “Of het nou Che Guevara of Heineken of de ster van Bethlehem is, het is gewoon een krachtig symbool, daarom hebben we ervoor gekozen.” Het nieuwe logo is wat strakker en minder speels, en de tomaat is minder duidelijk, aansluitend bij het streven van de SP om minder als een oppositiepartij en meer als een alternatief gezien te worden. In het logo komt de tomaat ook laag rechts van de letters SP, waarbij het tevens een punt achter de partijnaam symboliseert. Naast het logo werd ook de lay-out van de website veranderd, onder meer met het lettertype Impact voor kopjes. Voor affiches gebruikte men eerder blokkerige letters met de kleuren donkergrijs (achtergrond), wit, gifgroen en roze of rood. Nu is de algemene achtergrondkleur wit en de typografie rood. Maar bij 'marketing-tools', zoals jacks, jasjes en schorten, is de kleurstelling precies andersom; wit op rood.
Thonik werd in 2006 bekroond met de Design Prijs voor de presentatie van de campagne van de SP voor de Tweede Kamerverkiezingen van 2006. In 2008 won het bureau een Gouden Loeki met de productie van de tv-reclameboodschap 'Thuiszorg' waarin de situatie in de Nederlandse thuiszorg aan de kaak wordt gesteld.

### Publicaties
Het partijblad van de SP, dat alle leden ontvangen, heet al sinds de oprichting Tribune. Deze naam is ontleend aan het gelijknamige CPN-partijblad (tot 1935), en aan het KEN-partijblad, de Rode Tribune. In de beginjaren van de SP was het verkopen (colporteren) van de Tribune een belangrijke bron van inkomsten voor de partij. In juli 2007 werd hoofdredactrice Elma Verhey door de partijtop geschorst vanwege haar voornemen om in de Tribune een artikel te plaatsen over de discussies binnen de partij over de kwestie-Düzgün Yildirim. Tot najaar 2024 was de Tribune een maandblad, daarna een kwartaal-uitgave.
De voormalige jongerenafdeling ROOD gaf ook een gratis jongerenkrant uit. Onder de naam Code ROOD verscheen deze enkele keren per jaar.
De SP heeft een wetenschappelijk bureau, dat simpelweg "Wetenschappelijk Bureau van de SP" heet. Dit bureau geeft het blad Spanning uit. Kaderleden van afdelingen ontvangen dit gratis, andere leden en buitenstaanders kunnen een betaald abonnement nemen. Daarnaast bestaat er een SP alternatieve rekenkamer onder de naam SPARK.
De SP heeft sinds 1996 een eigen website, die verscheidene keren verkozen is als beste website van een Nederlandse politieke partij. In 2007 ontstond enige discussie rond diverse weblogs van SP-politici wegens de wijze waarop daar geplaatste reacties worden geselecteerd. Sommigen binnen en buiten de partij beschouwden deze ingrepen als censuur en de media besteedden er in de zomer van 2007 kortstondig aandacht aan.
In 2006 plaatste de SP op haar website een "landelijke inventarisatie concurrentievervalsing op de arbeidsmarkt", een soort digitaal meldpunt waar Polen en andere Oost-Europeanen ter sprake kwamen.

## Volksvertegenwoordiging
Personen die namens de SP in een vertegenwoordigend orgaan zijn gekozen, hebben te maken met een afdrachtsregeling. Deze houdt in dat het salaris dat de volksvertegenwoordigers voor hun functie ontvangen, afgedragen moet worden aan de partij. Vertegenwoordigers die een fulltime bezigheid hebben aan hun politieke taak (zoals leden van de Tweede Kamer en wethouders) krijgen uit de partijkas een modaal salaris. Vertegenwoordigers die hun functie parttime kunnen uitoefenen (bijvoorbeeld gemeenteraadsleden) krijgen een generieke onkostenvergoeding (25 tot 50 procent van de raads- of Statenvergoeding) of, indien dit niet toereikend is, een vergoeding op maat die de noodzakelijke onkosten (zoals reis- en verletkosten) dekt. De regeling is de door de partijraad vastgestelde praktische uitwerking van het adagium "niet op vooruit, niet op achteruit", dat statutair vastgelegd is. De SP noemt deze regeling zelf solidariteitsregeling en hanteert deze regeling omdat de partij draait op vrijwilligerswerk in de afdelingen, en de verdiende gelden van raadsleden en kamerleden gebruikt worden voor deze afdelingen.

### Tweede Kamer
| Verkiezingsjaar | Lijsttrekker       | Kandidatenlijst | Aantal stemmen | % van de stemmers | Aantal behaalde zetels |
| --------------- | ------------------ | --------------- | -------------- | ----------------- | ---------------------- |
| 1977            | Remi Poppe         | Kandidatenlijst | 24.420         | 0,29%             | 0 / 150                |
| 1981            | Hans van Hooft sr. | Kandidatenlijst | 30.380         | 0,35%             | 0 / 150                |
| 1982            | Hans van Hooft sr. | Kandidatenlijst | 44.959         | 0,55%             | 0 / 150                |
| 1986            | Hans van Hooft sr. | Kandidatenlijst | 32.144         | 0,35%             | 0 / 150                |
| 1989            | Jan Marijnissen    | Kandidatenlijst | 38.870         | 0,44%             | 0 / 150                |
| 1994            | Jan Marijnissen    | Kandidatenlijst | 118.768        | 1,32%             | 2 / 150                |
| 1998            | Jan Marijnissen    | Kandidatenlijst | 303.703        | 3,53%             | 5 / 150                |
| 2002            | Jan Marijnissen    | Kandidatenlijst | 560.447        | 5,90%             | 9 / 150                |
| 2003            | Jan Marijnissen    | Kandidatenlijst | 609.723        | 6,32%             | 9 / 150                |
| 2006            | Jan Marijnissen    | Kandidatenlijst | 1.630.803      | 16,58%            | 25 / 150               |
| 2010            | Emile Roemer       | Kandidatenlijst | 924.696        | 9,82%             | 15 / 150               |
| 2012            | Emile Roemer       | Kandidatenlijst | 909.853        | 9,65%             | 15 / 150               |
| 2017            | Emile Roemer       | Kandidatenlijst | 955.633        | 9,09%             | 14 / 150               |
| 2021            | Lilian Marijnissen | Kandidatenlijst | 623.371        | 5,98%             | 9 / 150                |
| 2023            | Lilian Marijnissen | Kandidatenlijst | 328.225        | 3,15%             | 5 / 150                |

De SP is vertegenwoordigd in de Tweede Kamer sinds 1994. Op landelijk niveau is zij altijd een oppositiepartij geweest.

### Eerste Kamer
| Verkiezingsjaar | Aantal stemmen | % van de stemmen | Aantal behaalde zetels |
| --------------- | -------------- | ---------------- | ---------------------- |
| 1995            | -              | -                | 1 / 75                 |
| 1999            | 4.801          | 3,0%             | 2 / 75                 |
| 2003            | 8.551          | 5,3%             | 4 / 75                 |
| 2007            | 25.231         | 15,47%           | 12 / 75                |
| 2011            | 17.187         | 10,35%           | 8 / 75                 |
| 2015            | 20.038         | 11,85%           | 9 / 75                 |
| 2019            | 10.179         | 5,88%            | 4 / 75                 |
| 2023            | 7.404          | 4,14%            | 3 / 75                 |

### Europees Parlement
De SP maakte deel uit van de fractie Europees Unitair Links/Noords Groen Links (GUE/NGL) en werkt sinds het vertrek uit het parlement in 2019 nog samen met deze fractie.
| Verkiezingsjaar | Lijsttrekker    | Kandidatenlijst | Aantal stemmen | % van de stemmers | Aantal behaalde zetels |
| --------------- | --------------- | --------------- | -------------- | ----------------- | ---------------------- |
| 1989            | Remi Poppe      | Kandidatenlijst | 34.332         | 0,65%             | 0 / 25                 |
| 1994            | Tiny Kox        | Kandidatenlijst | 55.311         | 1,34%             | 0 / 31                 |
| 1999            | Erik Meijer     | Kandidatenlijst | 178.642        | 5,04%             | 1 / 31                 |
| 2004            | Erik Meijer     | Kandidatenlijst | 332.326        | 6,97%             | 2 / 27                 |
| 2009            | Dennis de Jong  | Kandidatenlijst | 323.269        | 7,10%             | 2 / 25 - 2 / 26        |
| 2014            | Dennis de Jong  | Kandidatenlijst | 458.079        | 9,64%             | 2 / 26                 |
| 2019            | Arnout Hoekstra | Kandidatenlijst | 185.224        | 3,37%             | 0 / 26 - 0 / 29        |
| 2024            | Gerrie Elfrink  | Kandidatenlijst | 136.978        | 2,20%             | 0 / 31                 |

### Provincies
| Provincie     | Zetels 2007 | Zetels 2011 | Zetels 2015 | Zetels 2019 | Zetels 2023 |
| ------------- | ----------- | ----------- | ----------- | ----------- | ----------- |
| Groningen     | 7 van 43    | 6 van 43    | 8 van 43    | 4 van 43    | 2 van 43    |
| Friesland     | 4 van 43    | 3 van 43    | 5 van 43    | 2 van 43    | 1 van 43    |
| Drenthe       | 5 van 41    | 4 van 41    | 5 van 41    | 3 van 41    | 2 van 43    |
| Overijssel    | 6 van 47    | 4 van 47    | 5 van 47    | 3 van 47    | 1 van 47    |
| Flevoland     | 6 van 39    | 3 van 39    | 5 van 41    | 2 van 41    | 2 van 41    |
| Gelderland    | 7 van 53    | 5 van 55    | 6 van 55    | 3 van 55    | 2 van 55    |
| Utrecht       | 5 van 47    | 4 van 47    | 4 van 49    | 2 van 49    | 1 van 49    |
| Noord-Holland | 9 van 55    | 5 van 55    | 6 van 55    | 3 van 55    | 2 van 55    |
| Zuid-Holland  | 8 van 55    | 5 van 55    | 5 van 55    | 2 van 55    | 2 van 55    |
| Zeeland       | 5 van 39    | 3 van 39    | 4 van 39    | 2 van 39    | 1 van 39    |
| Noord-Brabant | 12 van 55   | 8 van 55    | 9 van 55    | 5 van 55    | 4 van 55    |
| Limburg       | 9 van 47    | 6 van 47    | 8 van 47    | 4 van 47    | 3 van 47    |
| Nederland     | 83 van 564  | 56 van 566  | 70 van 570  | 35 van 570  | 23 van 572  |

In het najaar van 2007 werden twee Statenleden uit de partij gezet. In Overijssel werd Düzgün Yildirim geroyeerd na onenigheid over een met voorkeursstemmen behaalde zetel in de Eerste Kamer. In Gelderland werd Toine van Bergen uit de fractie gezet en later geroyeerd omdat hij te solistisch zou optreden. Beide politici besloten hun zetel in de Staten te behouden, waardoor de SP in Overijssel vijf en in Gelderland zes zetels overhield. In september 2010 viel de SP-fractie in Friesland uit elkaar: twee van de vier Statenleden gingen verder als Verenigd Links - Feriene Lofts en het derde Statenlid geeft zijn zetel terug. Ook zijn vervangster sloot zich aan bij Verenigd Links.
Na de Provinciale Statenverkiezingen 2011 leverde de SP voor het eerst gedeputeerden. In Noord-Brabant schoof Jules Iding aan in een college van SP met VVD en CDA en in Zuid-Holland werd Rik Janssen bestuurder in een college van VVD, CDA, D66 en SP. Iding gaf zijn positie in september 2011 op wegens gezondheidsproblemen en werd vervangen door Johan van den Hout. In 2015 werd de SP in de provincie Groningen de grootste partij. In Groningen, Friesland, Flevoland, Zuid-Holland, Noord-Brabant en Limburg ging de SP deel uitmaken van het college van Gedeputeerde Staten. In Limburg stapte in april 2018 eerst gedeputeerde Daan Prevoo op uit onvrede met de koers van de SP. Diens vervanger Bob Ruers en de tweede SP-gedeputeerde Marleen van Rijnsbergen stapten een half jaar later eveneens op wegens onenigheid over het provinciaal beleid met betrekking tot de plaatsing van windmolens.
Na een halvering in zetels bij de Statenverkiezingen van 2019 raakte de SP in vijf van de zes provincies de positie in de Gedeputeerde Staten kwijt. In december 2021 werd voormalig Kamerlid en partijleider Emile Roemer in Limburg Commissaris van de Koning, waarmee hij de eerste SP'er is in deze functie.

### Gemeenten

#### Raadsleden en wethouders
De SP is sinds de jaren zeventig vertegenwoordigd in diverse gemeenteraden. Bij de gemeenteraadsverkiezingen in 1974 werd in twaalf gemeenten deelgenomen. Er werden vijf zetels gehaald; drie in Oss en twee in Nijmegen. Er vond vervolgens een gestage opmars plaats; in 1978 werden negen zetels gehaald, in 1982 22 zetels en in 1986 41 zetels. Bij deze laatste verkiezingen kreeg de SP in Oss met 21 procent van de stemmen zeven zetels. In 1990 volgde een verdere uitbouw naar 71 zetels. Ondanks het uitblijven van succes bij landelijke verkiezingen had de SP gemeenteraadszetels in onder meer Heerlen, Zoetermeer, Vlaardingen, Groningen, Leiden, Tilburg, Arnhem, Hengelo en Utrecht. In verschillende Brabantse gemeenten was de SP sterk vertegenwoordigd: in Oss had de partij acht zetels, in Schijndel zes zetels, in Boxtel vier en in Dongen, Rosmalen en Uden drie. Na de doorbraak in de Kamer in 1994 nam ook het aantal gemeentelijke afdelingen verder toe. In Oss nam de SP in 1996 voor het eerst deel aan een gemeentebestuur, met wethouders Jules Iding en Henk van Gerven.
Bij de gemeenteraadsverkiezingen van 2010 verloor de SP zo'n 17 procent van de zetels.
In 2014 haalde de SP een grote zege. De partij steeg van 250 naar 458 raadszetels. Hierna leverde de partij 51 wethouders in 45 gemeenten. Voor het eerst maakte de SP in de grote steden Amsterdam en Utrecht deel uit van het college, terwijl zij in Eindhoven opnieuw mee ging doen. In enkele gevallen kwam eindigde de collegedeelname voortijdig, zo stapte de SP in december 2014 in Kampen uit het college omdat het college (inclusief de SP-wethouder) de huishoudelijke zorg schrapte als WMO-voorziening, wat het college anderhalf jaar later overigens terugdraaide. Na de gemeenteraadsverkiezingen van 2018 raakte de SP veel zetels kwijt. Ook het aantal wethouders daalde fors. Bij de gemeenteraadsverkiezingen van 2022 ging de partij verder achteruit en verloor ten opzichte van 2018 ongeveer veertig procent van de zetels.

#### SP-burgemeesters
Nederland kende lange tijd geen SP-burgemeesters. De partij is van mening dat burgemeesters gekozen moeten worden door hun gemeenteraden, en niet benoemd door de regering zoals het geval is. Daarom vindt kandidaatstelling van SP'ers voor burgemeestersposten slechts plaats als men de steun voor de kandidaat onder de bevolking groot genoeg acht. In 2010 werd Yorick Haan burgemeester van Vlieland, maar hij was een jaar eerder uit de SP gestapt en had vervolgens in zijn woonplaats Schiedam een lokale partij opgericht. Emile Roemer werd in maart 2018 benoemd tot waarnemend burgemeester van de gemeente Heerlen en in oktober 2020 tot waarnemend burgemeester van Alkmaar. 
In mei 2021 werd Michiel Schrier burgemeester van Vlieland en daarmee de eerste door de kroon benoemde SP-burgemeester. Sinds november 2022 heeft de SP in Renske Helmer-Englebert een tweede burgemeester. Zij is burgemeester van Wijchen.

## Publicaties over de SP
- Gesthuizen, Sharon, Schoonheid, macht, liefde. In het leven en de politiek (2017)
- Kagie, Rudie, De socialisten. Achter de schermen van de SP (2004)
- Raak, Ronald van, Stel een daad. Een kleine geschiedenis van de SP, 1972-1999 (2021)
- Schoots, Hans, Maoïstische memoires (2018)
- Slager, Kees, Het geheim van Oss. Een geschiedenis van de SP (2001)
- Steen, Bart van der, In Leiden moet het anders – Geschiedenis van een SP-afdeling, 1970-1982 (2019)
- Steen, Paul van der, De doorbraak van de 'gewone mensen'-partij (1994, in Jaarboek 1994 Documentatiecentrum Nederlandse Politieke Partijen)
- Voerman, Gerrit, De Rode Jehova's: een geschiedenis van de Socialistiese Partij (1987, in Jaarboek 1986 Documentatiecentrum Nederlandse Politieke Partijen)
- Zomeren, Koos van, Een jaar in scherven (1988)
- Zomeren, Koos van, Die stad, dat jaar (2009)